# Кутзе, Ривалдо
Ривалдо Роберто Генино Кутзе (англ. Rivaldo Roberto Genino Coetzee; родился 16 октября 1996, Какамас, ЮАР) — африканский футболист, защитник клуба «Мамелоди Сандаунз» и сборной ЮАР. Участник Олимпийских игр 2016 года в Рио-де-Жанейро.

## Клубная карьера
Кутзе — воспитанник кейптаунского клуба «Аякса». 28 февраля 2014 года в матче против «Полокване Сити» он дебютировал в составе последнего в чемпионате ЮАР. В 2015 году Ривалдо помог команде завоевать Кубок Восьми.

## Международная карьера
12 октября 2014 года в матче отборочного турнира Кубка Африки 2015 против сборной Конго Кутзе дебютировал за сборную ЮАР. В 2015 году он в составе национальной сборной принял участие в Кубке Африки в Экваториальной Гвинее. На турнире он сыграл в матчах против Алжира и Ганы.
Летом 2017 года Кутзе перешёл в «Мамелоди Сандаунз».
В 2016 году Ривалдо в составе олимпийской сборной ЮАР принял участие в Олимпийских играх в Рио-де-Жанейро. На турнире он сыграл в матчах против команд Бразилии, Дании и Ирака.

## Достижения
Командные
 «Аякс» (Кейптаун)
- Обладатель Кубка Восьми — 2015